# Tripari
Tripari su naselje u Republici Hrvatskoj, u sastavu Općine Višnjan, Istarska županija. 

## Stanovništvo
Prema popisu stanovništva 2011. godine naselje je imalo 21 stanovnika.

| broj stanovnika | 21    | 19    |
|                 | 2011. | 2021. |